# Seibi-kai
Seibi-kai foi uma organização criada em São Paulo em 1935, que congregava um grupo de artista plásticos japoneses transferidos para o Brasil na condição de imigrantes. Foi um dos grupos de mais longa duração de que se tem notícia na história da pintura brasileira, mesmo descontando os anos de paralisação impostos pelo governo durante a segunda grande guerra. Na verdade Seibi-kai era o nome mais conhecido do grupo, pois foi fundado com o nome de São Paulo Bijitsu Kenkyu Kai-Seibi, sendo que seu significado é Grupo de Estudo de Artes Plásticas em São Paulo.

## Finalidades
Esse grupo tinha por finalidade reunir os seus membros para troca de idéias e experiências, promover pequenas excursões nos fins de semana a fim de pintar ao ar livre, eventualmente viabilizar sessões de modelo vivo e também organizar exposições para mostrar ao público seus trabalhos de pintura e comercializá-los.
O Seibi-kai desempenhou um papel decisivo na criação de princípios gerais para nortear os pintores que ali se reuniam. Também foi importante no cenário artístico pelas suas excursões artísticas. Na ata lavrada por Tomoo Handa deve destacar-se que um dos princípios do grupo era manter um esforço de ajuda mútua.  Conforme a mesma ata dever-se-ia "manter boa relação com artistas brasileiros ou de outros grupos". Tomoo Handa documentava cuidadosamente as atividades do Seibi-kai em atas, aliás, Handa aparentemente foi o mais sensibilizado em historiar as atividades dos membros do grupo.
A Seibi-kai também empreendia encontros mensais, quando os associados compareciam com sua produção mais significativa realizada no período, dessa forma era possível acompanhar o desenvolvimento dos companheiros, empreendiam críticas e reflexões sobre o trabalho artístico.

## Períodos de funcionamento
O Seibi-kai teve dois períodos de funcionamento. O primeiro, a partir de sua criação até cerca de 1939 ou 1940 e o segundo, com reinício em 1947 até a dispersão dos seus membros e conseqüente extinção.
O motivo desse hiato temporal foi o rompimento das relações diplomáticas e declaração de guerra entre Brasil e Japão, por ocasião da segunda Grande Guerra. Os japoneses, por influência da propaganda dos chamados aliados, eram vistos como inimigos e, muitas vezes, hostilizados pela população. Por isso, não lhes convinha aparecer em eventos públicos. Tinham que viver e conviver da forma mais discreta possível.
O Seibi-kai editou 14 salões de periodicidade anual, respectivamente nos anos de 1952 a 54, de 58 a 60 e de 63 a 1970. Os três primeiros salões foram realizados em condições econômicas modestas, porém com o Cinquentenário da Imigração Japonesa, em 1958, ampliou-se a difusão e premiação. Antes não tinham catálogos e os prêmios ficaram restritos a diplomas, mas foi a partir de 1958 que conseguiram apoio, bem como levantar recursos com a venda de obras. A venda de obras permitia meios capazes de garantir a continuidade do evento.
A última edição do Salão foi aberta em 10 de setembro de 1970 com 189 obras, nessa edição foi prestada uma homenagem póstuma para Walter Shigeto Tanaka. Aliás, uma das atividades da Seibi-kai era a homenagem póstuma de seus artistas e o reconhecimento do trabalho dos pioneiros. 1972 é o ano que o Seiki-kai encerra suas atividades, e no mesmo ano é instaurado um novo movimento artístico da comunidade nipo-brasileira e os artistas continuam suas atividades no I Salão Bunkyo, coordenado pela Sociedade Brasileira de Cultura Japonesa.

### Fase inicial e seus participantes
A ata da sessão inaugural foi assinada pelos artistas Tomoo Handa, que tudo indica ter sido o líder do grupo, Walter Shigeto Tanaka e Kiyoji Tomioka, além de outras pessoas presentes como convidadas. Porém, logo em seguida outros aparecem e conquistam o estatuto de fundadores pela identificação de propósitos. Assim, Hajime Higaki, Kichizaemon Takahashi, Massato Aki e Iwakichi Yamamoto se agregam aos três primeiros, sem esquecer que também Yoshiya Takaoka e Yuji Tamaki, residindo temporariamente no Rio de Janeiro, onde frequentavam o Núcleo Bernardelli, são considerados participantes do Seibi-kai, em sua primeira fase.
Os membro do grupo que fizeram parte dele no período anterior à Guerra só organizaram uma única exposição. Foi realizada em 10 de dezembro de 1938 no Nippon Clube, situado á rua Riachuelo n° 10, na capital do Estado.
Antes da Segunda Guerra Mundial, os associados saíam para desenhar, pintar juntos e compareciam nas seções de modelo vivo da Escola de Belas Artes de São Paulo. Nas seções de modelo vivo entraram em contato com os componentes do grupo Santa Helena, especialmente os pintores Mário Zanini, Francisco Rebolo, Fúlvio Pennacchi e Clóvis Graciano, com quem também faziam saídas para registrar as paisagens interioranas e da periferia da cidade de São Paulo.
A constância dos nipo-brasileiros em participar dos salões, exposições e eventos foi decisivo para chamar a atenção, manter contatos entre os artistas.

### Segunda fase
O retorno das atividades da Seibi-kai coincidiu com a maior projeção dos nipo-brasileiros, através da participação em eventos significativos do período. Em 1947 foi realizada a mostra "19 Pintores", idealizado por Rosa Rosenthal, que trabalhava na União Cultural Brasil-Estados Unidos, a entidade apoiou a iniciativa que aconteceu na Galeria Prestes Maia, na data de 19 de abril até 5 de maio de 1947. O evento teve grande repercussão e contou com a visita de 50 mil pessoas, nesse evento foram selecionados artistas do Seibi-kai.
O Grupo Seibi, pós-guerra, representou nessa segunda fase uma ligeira mudança de perfil de seus artistas, alguns dos quais partiram para a linha do abstracionismo.
Em 1945 terminava a guerra e sem demora, em março de 1947, os antigos membros reabrem o grupo Seibi-kai, com adesões de outros pintores nipo-brasileiros. Alguns com formação iniciada no país de origem como é o caso do excelente Massao Okinaka que trouxe para o Brasil a milenar técnica de desenho denominada Sumi-ê.
Aderem ao grupo Seibi, nessa segunda fase, além do já citado Massao Okinaka, Flávio Shiró, Kenjiro Masuda, Iwakichi Yamamoto, Minoro Watanabe, Kasuo Tsumori e outros, inclusive, em anos seguintes alguns artistas que se tornaram bastante famosos com Tomie Otake, Alina Okinaka, Jorge Mori, Manabu Mabe, Tikashi Fukushima e Kazuo Wakabayashi.

## Leitura de apoio
- LOURENÇO, Maria Cecília França. São Paulo: visão dos nipo-brasileiros. Edição bilingue português e japonês. São Paulo: Museu Lasar Segall/IPHAN/Minc, 1998.
- ARAUJO, Marcelo Mattos (apresentador). Nipo-brasileiros no acervo da Pinacoteca do Estado de São Paulo. São Paulo: Pinacoteca, 2008.
- LEITE, José Roberto Teixeira. Dicionário crítico da pintura no Brasil. Rio de Janeiro: Artlivre, 1988.